# Zack Martin
Zachary "Zack" Martin is een personage uit de televisieseries The Suite Life of Zack & Cody en The Suite Life on Deck, gespeeld door Dylan Sprouse. Hij probeert altijd in de problemen te komen, is dol op meiden en niets weerhoudt hem ervan te krijgen wat hij wil. Hij is verliefd op Maddie, terwijl Agnes op hem verliefd is. Hij doet het slecht op school en wil later net zoals zijn vader worden.
Tijdens de cruise heeft hij een vaste vriendin, Maya.

## Relaties
| Naam               | Acteur                  |
| ------------------ | ----------------------- |
| Max                | Alyson Stoner           |
| Agnes              | Allie Grant             |
| Amber              | Gage Golightly          |
| Vanessa            |                         |
| Jessica and Janice | Camilla & Rebecca Rosso |
| Darlene            |                         |
| Dakota             |                         |
| Ella               |                         |
| Abby               |                         |
| Gwen               | Selena Gomez            |
| Maddie Fitzpatrick | Ashley Tisdale          |
| Maya Bennet        | Zoey Deutch             |